# Mesoökonomie
Die Mesoökonomische Interaktionstheorie der Wirtschaftspolitik kann den Theorien der Neuen Politischen Ökonomie zugerechnet werden. Sie ist Teil der Volkswirtschaftslehre und wurde von Hans-Rudolf Peters Anfang der 1970er Jahre begründet.
„Meso“ bedeutet „mittel“. Ziel der Theorie ist die ökonomische Erklärung von Gruppenverhalten auf mittlerer Aggregationsebene zwischen politischen Entscheidungsträgern und Interessengruppen. Die rein mikroökonomische Analyse des Individuums und die rein makroökonomische Sicht auf ganze Gruppenstrukturen werden als unzureichend kritisiert. Insbesondere die Annahmen des Methodologischen Individualismus – rationales und individuelles Verhalten der Akteure – werden als zu starke Beschränkungen empfunden. Irrationales Verhalten wird als solches in die Theoriebildung einbezogen.
Die Mesoökonomie versteht sich als interdisziplinär und nimmt neben Ansätzen der Soziologie und Politikwissenschaft Anleihen in Ansätzen der Deregulierungstheorie, der ökonomischen Strukturtheorie und der mikroökonomisch orientierten Neuen Politischen Ökonomie.
Von der Betriebswirtschaftslehre, insbesondere von der Handelsbetriebslehre, wurde der mesoökonomische Ansatz als zweckmäßig für die Analyse der Arteigenheiten der Kooperationen bzw. Verbundgruppen von Unternehmen, namentlich des Handels, und als tragfähiger Theorieansatz für kooperatives Handelsmarketing aufgegriffen.

## Vertreter
- Hans-Rudolf Peters (Carl von Ossietzky Universität Oldenburg)
- Wolfram Elsner (Universität Bremen)